# Karabinek Sa vz. 58

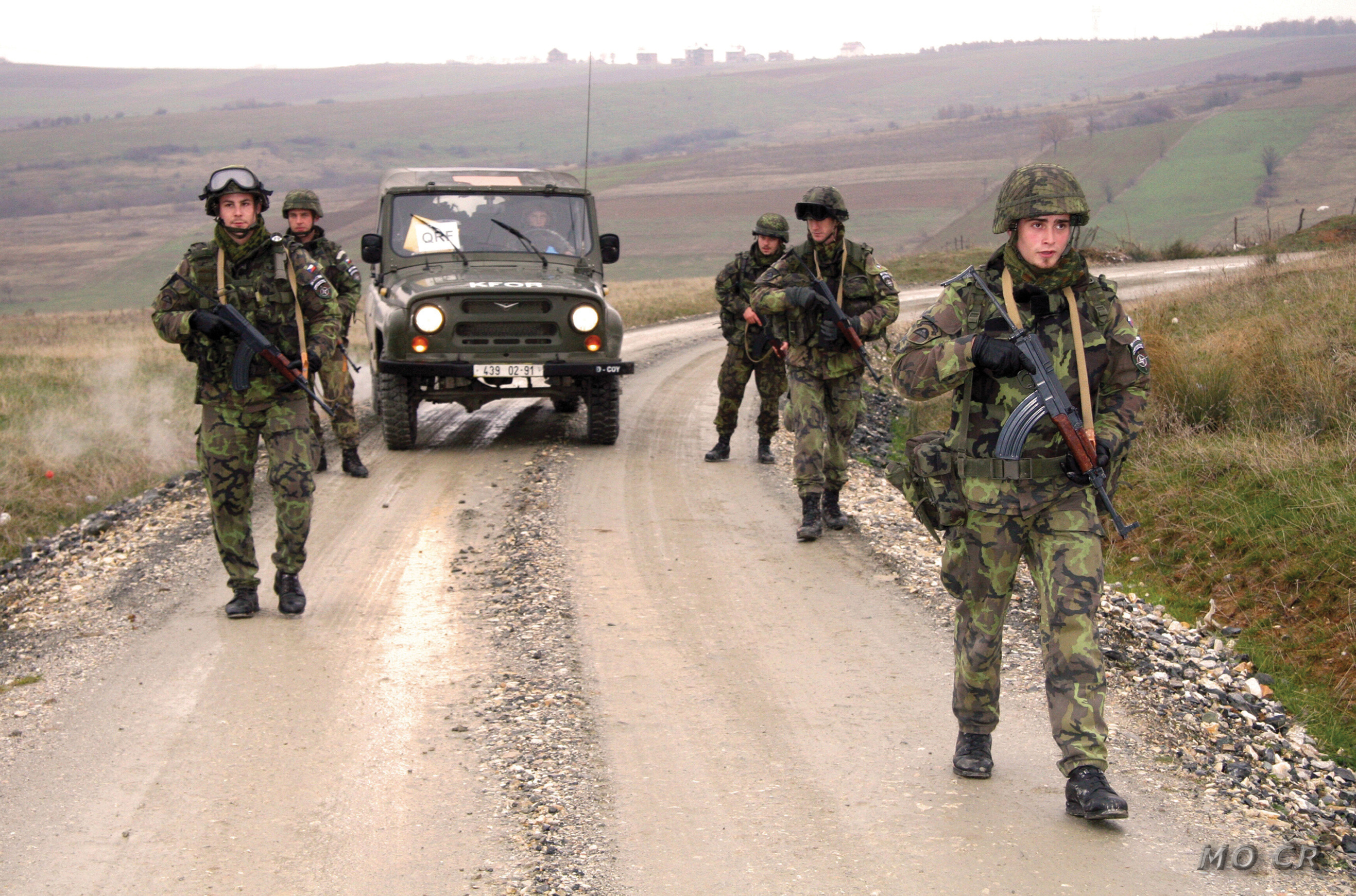
Czescy żołnierze uzbrojeni w karabiny Sa vz. 58V – wersja z kolbą składaną

Samopal vzor 58 – czechosłowacki karabinek automatyczny. Od 1960 r. podstawowy karabinek armii czechosłowackiej, a po rozpadzie tego państwa armii czeskiej (do 2011 r.) i słowackiej (obecnie). 
Ze względu na pewne podobieństwo zewnętrzne do karabinków z rodziny AK, Sa vz. 58 niekiedy błędnie zaliczane są do jednej z odmian konstrukcji kałasznikowa. Jest to jednak bezpodstawne, gdyż oba karabinki całkowicie różnią się konstrukcją i opracowywane były w pełni niezależnie.

## Historia
Armia Czechosłowacji jako jedyna armia Układu Warszawskiego nie wprowadziła do uzbrojenia AK. Zamiast niego używała karabinu Sa vz. 58. Decyzję o opracowaniu nowej broni podjęto w 1948 r. Ponieważ radzieckie prace nad nabojem pośrednim były okryte głęboką tajemnicą, Czesi postanowili opracować własny nabój. Efektem był wprowadzony do uzbrojenia w 1949 r. nabój Z-49 7,5 × 45 mm. W następnym roku w wyniku prac nad unifikacją kalibru amunicji z Armią Czerwoną nabój przeprojektowano (Z-50 7,62 × 45 mm). Opracowano także pierwsze prototypy karabinków na nową amunicję, jednak dalsze prace zostały zahamowane w wyniku reorganizacji przemysłu zbrojeniowego w 1954 r. uznając produkcję własnej broni za nieperspektywiczną i przygotowując się do produkcji broni radzieckiej.
W 1956 r. w ramach programu „Koště” (pol. Miotła) powrócono jednak do koncepcji opracowania własnego karabinka, jednak dostosowanego do radzieckiej amunicji 7,62 × 39 mm wz. 43. Ponadto program zakładał zbudowanie karabinka o masie nie większej niż 2,7 kg i długości nie większej niż 850 mm. Głównym konstruktorem nowej broni został Jiří Čermák, który postanowił opracować karabinek z ryglowaniem zamka wykorzystującym rygiel wahliwy (taka konstrukcja pozwalała skrócić drogę suwadła i w rezultacie skrócić komorę zamkową). Napotkano jednak istotny problem w postaci nie udostępniania przez ZSRR projektu własnej amunicji pośredniej (miała ona status tajnej). Dlatego też skoncentrowano się na powróceniu do amunicji 7,62 × 45 mm (przy jednoczesnym założeniu przekonwertowania broni do 7,62 × 39 mm w razie odtajnienia radzieckiego naboju).
Jesienią 1956 r. ukończono prototyp nowej broni oznaczony jako S 56 (Samopal vzor 56 - dosł. pistolet maszynowy wzór 56). Karabinek posiadał nietypowo rozwiązany układ gazowy. Otwór gazowy znajdował się 64 mm od krawędzi komory nabojowej, a uchodzące przez niego gazy napędzały krótki (40 mm) tłok gazowy. W następnym roku wyprodukowano serię karabinów oznaczonych jako S 56-2 (konstrukcja nieznacznie zmieniona w stosunku do S 56). Następny prototyp po kolejnych drobnych zmianach oznaczono jako SaP 56 (Samopal-Puška vzor 56 – dosł. pistolet maszynowy-karabin wz. 56). W następnym roku odbyły się dalsze próby prototypu i po raz pierwszy możliwe było jego skonfrontowanie z radzieckim AK.
Efektem prób było przekonstruowanie węzła gazowego. Komorę gazową przesunięto bliżej wylotu lufy. Spowolniło to nagrzewanie się broni. W dawnej komorze gazowej umieszczono sprężynę powrotną tłoka gazowego. Zmieniono także kształt suwadła. Drewniane łoże i kolbę zastąpiono plastikowymi. W 1958 r. wyprodukowano partię informacyjną pod desygnatą Sa vz. 52 (Samopal vz. 52), a w styczniu 1960 r. karabin został przyjęty do uzbrojenia Czechosłowackiej Armii Ludowej jako Sa vz. 58 (Samopal vz. 58). Produkcja trwała do 1983 r. a po rozpadzie Czechosłowacji Sa vz. 58 pozostaje podstawowym karabinkiem żołnierzy słowackich, a w armii czeskiej od 2011 r. zastępowany jest nowym karabinkiem podstawowym CZ 805 BREN.

## Wersje
- Sa vz.58P (Pěchotní) – wersja z kolbą stałą
- Sa vz.58Pi (Pěchotní s infradalekohledem) – wersja z kolbą stałą, lekkim dwójnogiem, podstawą do montażu noktowizora NSP-2 i powiększony stożkowy tłumik płomieni
- Sa vz.58V (Vysadkový) – wersja z kolbą składaną
- Sa vz.58P – nie posiadająca odrębnego oznaczenia wersja z kolbą stałą wyposażona w lekki dwójnóg (taki sam jak w wersji Pi) i kompensator wylotowy

## Opis techniczny

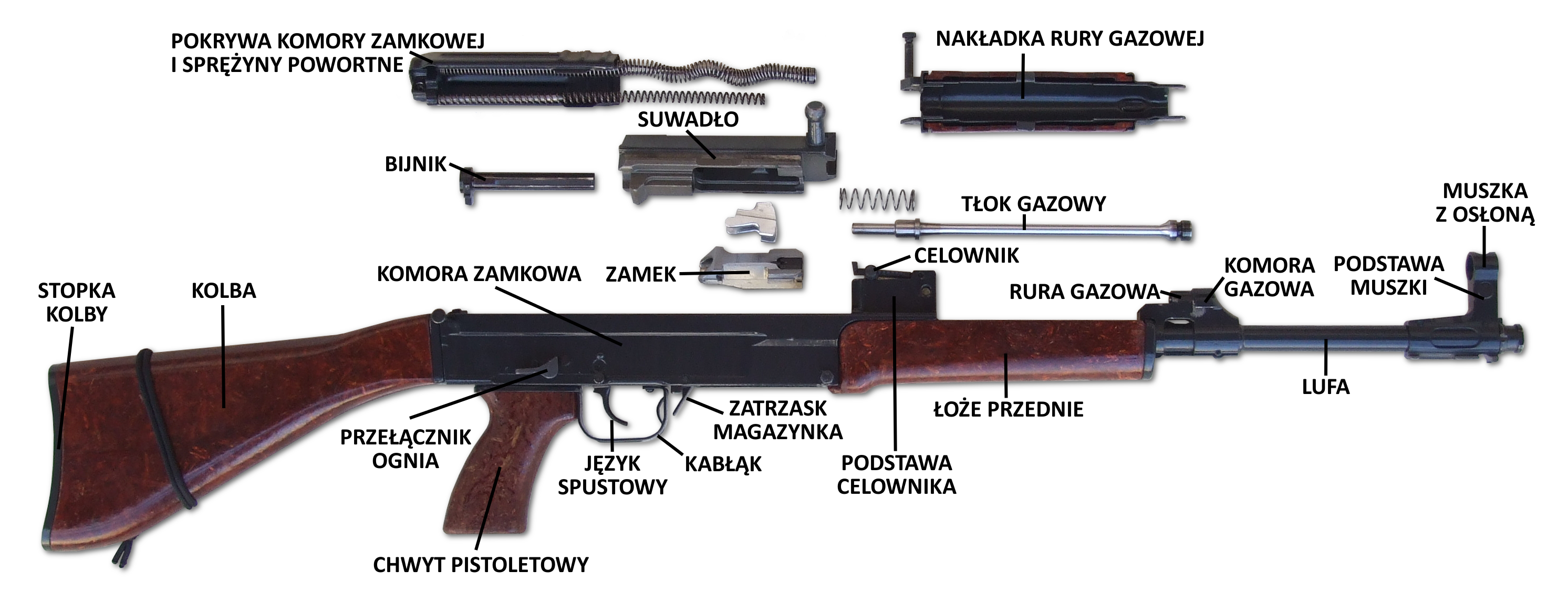
Budowa karabinka Sa vz. 58

Karabinek automatyczny Sa vz.58 jest indywidualną bronią samoczynno-samopowtarzalną. Zasada działania jest oparta na wykorzystaniu energii gazów prochowych odprowadzanych przez boczny otwór w lufie. Tłok gazowy o krótkim skoku (jest nie połączony z suwadłem, a jego droga po strzale jest krótsza niż suwadła) posiada własną sprężynę powrotną. Zamek ryglowany ryglem wahliwym. Broń wyposażono w zaczep suwadła (po wystrzeleniu ostatniego naboju z magazynka suwadło zatrzymuje się w tylnym położeniu, w tej pozycji możliwe jest napełnienie magazynka z łódki). Mechanizm spustowy bijnikowy umożliwia strzelanie ogniem pojedynczym i seriami. Zasilanie z magazynków 30-nabojowych (niewymiennych z magazynkami AK). Zwolnienie magazynka możliwe tylko lewą ręką (z prawej strony dźwignię zaczepu magazynka zasłania trzpień zaczepu suwadła). Przyrządy celownicze składają się z muszki w osłonie i celownika krzywiznowego ze szczerbiną.